# Medalha do combatente contra os nazistas
A Medalha do combatente contra os nazistas (em hebraico:  אות הלוחם בנאצים, transli.: Ot Halohem BaNatzim) é uma condecoração israelense concedida aos veteranos da Segunda Guerra Mundial.

## História
A condecoração do combatente contra os nazistas foi instituída pela primeira vez como uma barreta, em 1967, e foi concedida pela primeira vez aos veteranos da Segunda Guerra Mundial no Yom HaShoah (7 de maio) do mesmo ano pelo primeiro-ministro de Israel, Levi Eshkol.
Em 1985, para marcar os 40 anos da vitória na Segunda Guerra Mundial, uma bandeira israelense com a barreta foi concedida a vários museus dedicados à guerra. Em 2000, foi criada uma medalha a partir da barreta.

## Agraciamento
Um cidadão israelense ou residente permanente de Israel que durante a Segunda Guerra Mundial esteve envolvido na campanha militar contra os opressores nazistas e seus apoiadores e os combateu em uma das forças armadas Aliadas, incluindo a brigada britânica, como partisan ou como um membro do movimento clandestino, durante o período definido entre 9 de janeiro de 1939 e 9 de janeiro de 1945, conforme especificado pelo regulamento do Yad Vashem de 1968, e também com base na Lei do "status dos veteranos da Segunda Guerra Mundial" de 2000.
Se a pessoa elegível para este prêmio tiver falecido, um membro da família (cônjuge, filho, filha, pai, mãe, irmão, irmã, neto ou neta) tem o direito de apresentar um pedido solicitando a barreta, ou um equivalente à barreta em caso de perda ou desgaste.

## Desenho
A Medalha do combatente contra os nazistas é um disco. O suspensório de barra reta não giratório é preso à medalha na sua parte superior. As medalhas foram cunhadas em um metal dourado.

### Anverso
O anverso mostra duas Estrelas de David; uma delas tem o formato de um emblema da estrela amarela com uma baioneta, enquanto o outro tem um ramo de oliveira.

### Reverso
O reverso mostra o Brasão do Estado de Israel, uma menorá cercada por um ramo de oliveira de cada lado, e a escrita "ישראל ‬ (hebraico para Israel) abaixo dela, no centro; em torno dele a escrita "לוחם בנאצים - ותיק מלחמת העולם השנייה" (hebraico para Combatente contra os nazistas - veterano da Segunda Guerra Mundial).

### Barreta
A barreta é vermelha no centro com uma faixa composta por uma faixa azul clara soada em ambos os lados por uma faixa branca em cada lado simbolizando a bandeira de Israel; há também duas listras pretas ao longo das bordas da barreta. Este desenho foi feito para ser quase idêntico à fita da Cruz de Ferro de 1939 concedida na Segunda Guerra Mundial.

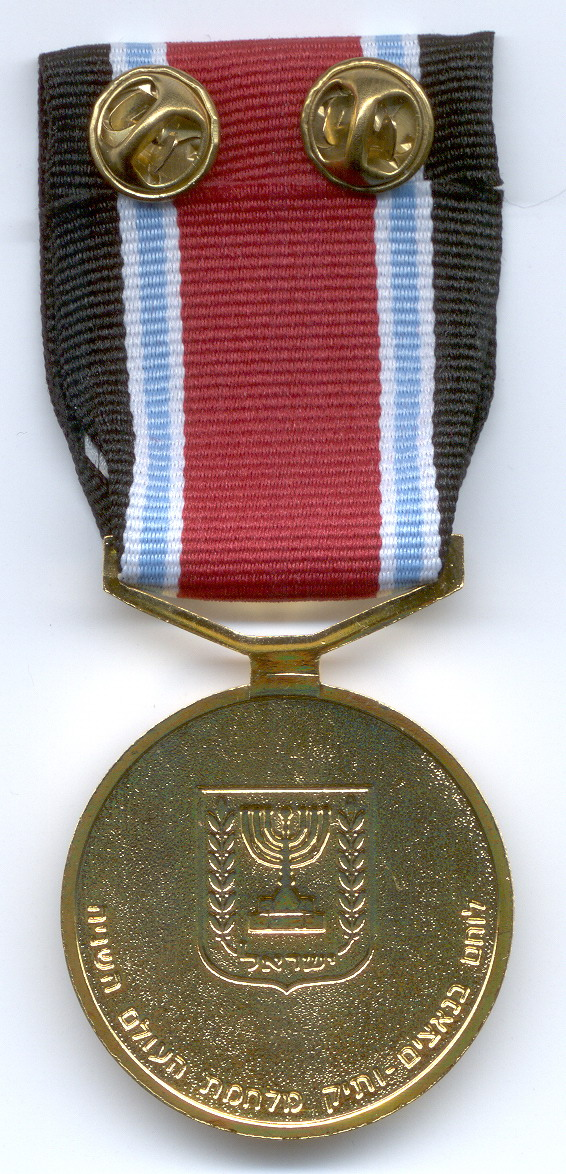
O reverso da medalha.
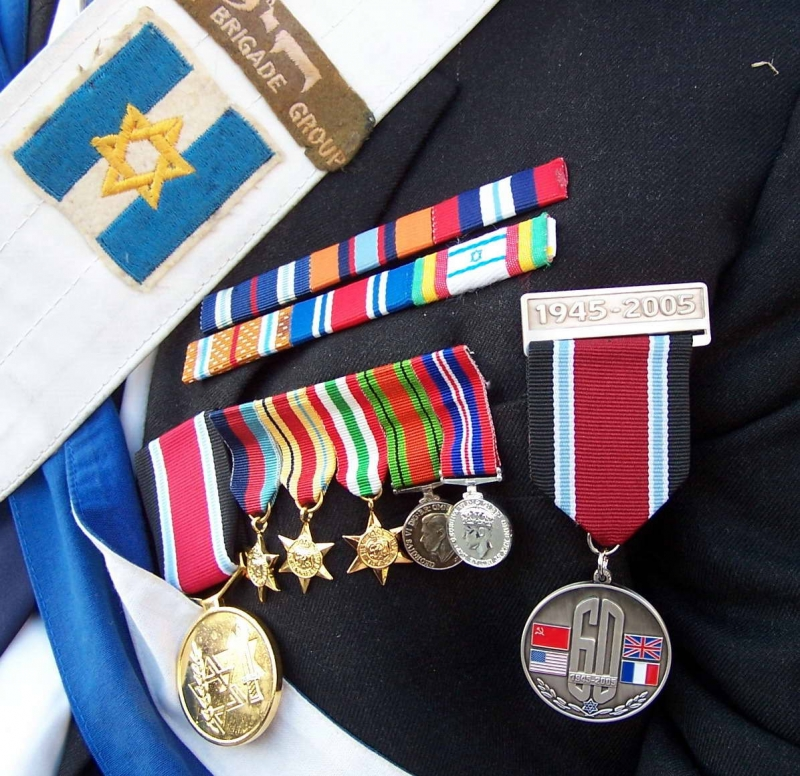
Veterano israelense com medalhas e barretas, incluindo a Medalha do combatente contra os nazistas.